# Modulo di accesso condizionato

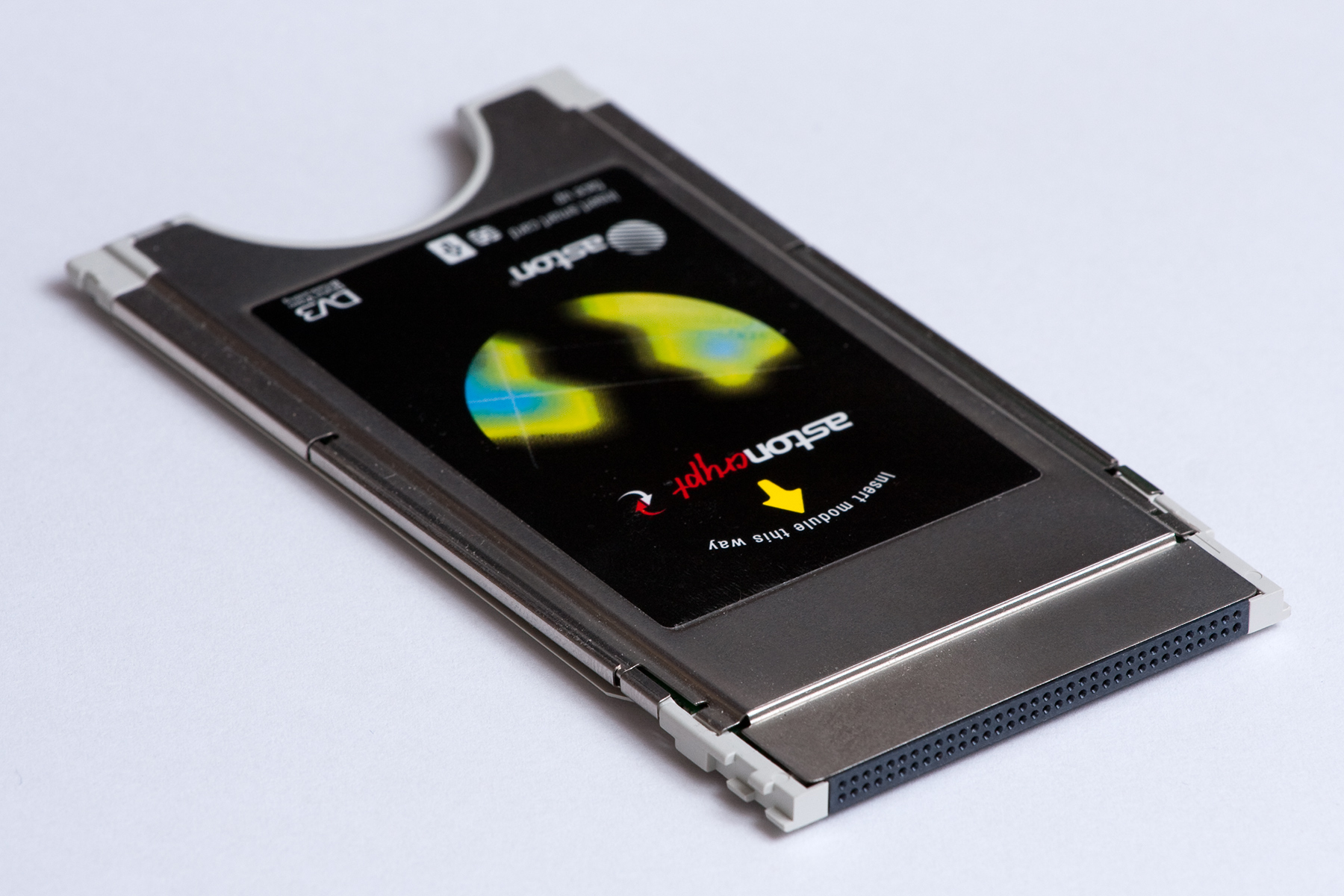
Una CAM Common Interface

Un modulo di accesso condizionato (CAM, dall'inglese conditional-access module) è un dispositivo elettronico destinato ad essere installato in un apparecchio televisivo (televisore, set-top box, videoregistratore, scheda TV per computer, ecc.) nel quale implementa compiutamente la capacità di gestire uno o più sistemi di accesso condizionato. Il modulo di accesso condizionato permette quindi, all'utente dell'apparecchio televisivo, la fruizione di contenuti televisivi criptati (ed eventualmente anche contenuti radio e interattivi ad essi legati) tipici della pay TV, della pay per view e del free to view.

## Tipologie
Tipologie di CAM sono le seguenti:
- CAM Common Interface;
- CAM Common Interface Plus;
- CAM multicrypt;
- CAM programmabile.

Queste tipologie di CAM non sono mutuamente esclusive. Una CAM può infatti rientrare anche in tutte le tipologie elencate sopra. In particolare la CAM Common Interface Plus può essere considerata anche una CAM Common Interface visto che il Common Interface Plus è un'evoluzione retrocompatibile del Common Interface.

### CAM Common Interface
La CAM Common Interface (o più brevemente "CAM CI") è una CAM che si collega elettricamente all'apparecchio televisivo attraverso un'interfaccia Common Interface. Quindi una CAM che si inserisce nell'apposito alloggiamento dell'apparecchio televisivo. Un alloggiamento accessibile dall'esterno senza che vi sia la necessità di aprire l'apparecchio televisivo. La CAM Common Interface è quindi una CAM che, quando vi è necessità, può essere facilmente sostituita dall'utente dell'apparecchio televisivo.

### CAM Common Interface Plus
La CAM Common Interface Plus (o più brevemente "CAM CI+") è una CAM che si collega elettricamente all'apparecchio televisivo attraverso un'interfaccia Common Interface Plus.

### CAMmulticrypt
La CAM multicrypt è una CAM in grado di implementare la gestione di più sistemi di accesso condizionato nell'apparecchio televisivo in cui viene installata.

### CAM programmabile
La CAM programmabile è una CAM il cui firmware risiede su memoria flash quindi una CAM il cui firmware è caricabile/sostituibile mediante appositi programmi e attrezzature senza che vi sia alcuna necessità di aprire la CAM e sostituire uno o più componenti elettronici.
In commercio sono disponibili CAM programmabili vendute senza firmware destinate ad ospitare firmware in grado di implementare la gestione di sistemi di accesso condizionato senza relativa licenza del detentore dei diritti legali sul sistema di accesso condizionato (normalmente lo sviluppatore del sistema di accesso condizionato). Firmware di questo tipo, spesso reperibili su Internet, sono infatti abbastanza diffusi. Il caso tipico è quello del fornitore di servizi televisivi che utilizza un sistema di accesso condizionato impedendo la disponibilità in commercio della relativa CAM in modo da costringere l'utente ad utilizzare un particolare set-top box commercializzato in esclusiva. In questi casi è molto probabile che qualche hacker si cimenti nella scrittura di un firmware per CAM programmabili al fine di aggirare tali svantaggiose (per l'utente, non certamente per il fornitore di servizi televisivi) politiche commerciali.
L'operazione di caricamento/aggiornamento del firmware di una CAM programmabile non è alla portata di qualunque utente. Si va da casi più semplici nei quali è necessario solo un PC portatile dotato di slot PC Card (sono i casi di varie CAM Common Interface), casi che quindi richiedono basilari conoscenze di informatica, a casi più complessi nei quali sono necessarie particolari attrezzature elettroniche che richiedono conoscenze elettroniche anche avanzate.

## Smart card
Spesso i sistemi di accesso condizionato per la televisione digitale prevedono l'utilizzo da parte dell'utente di una smart card personale con funzione di "chiave" d'accesso ai contenuti televisivi. In caso di CAM Common Interface l'implementazione tipica prevede l'alloggiamento della smart card all'interno della CAM. Alcune CAM Common Interface sono in grado di ospitare anche due smart card, una in formato standard l'altra in formato plug-in.

## Storia
Le prime CAM erano incorporate negli apparecchi televisivi (normalmente set-top box), quindi tali apparecchi erano in grado di decriptare un numero limitato (spesso uno solo) di sistemi di accesso condizionato. Se gli sviluppatori di un sistema di accesso condizionato realizzavano una nuova versione del sistema di accesso condizionato al fine di contrastarne la violazione (operazione in cui si cimentano spesso cracker), e il provider televisivo l'adottava, l'utente era costretto a portare l'apparecchio televisivo in un centro di assistenza dove tecnici specializzati provvedevano ad aprirlo e a sostituire la CAM con una dotata della nuova versione del sistema di accesso condizionato.  

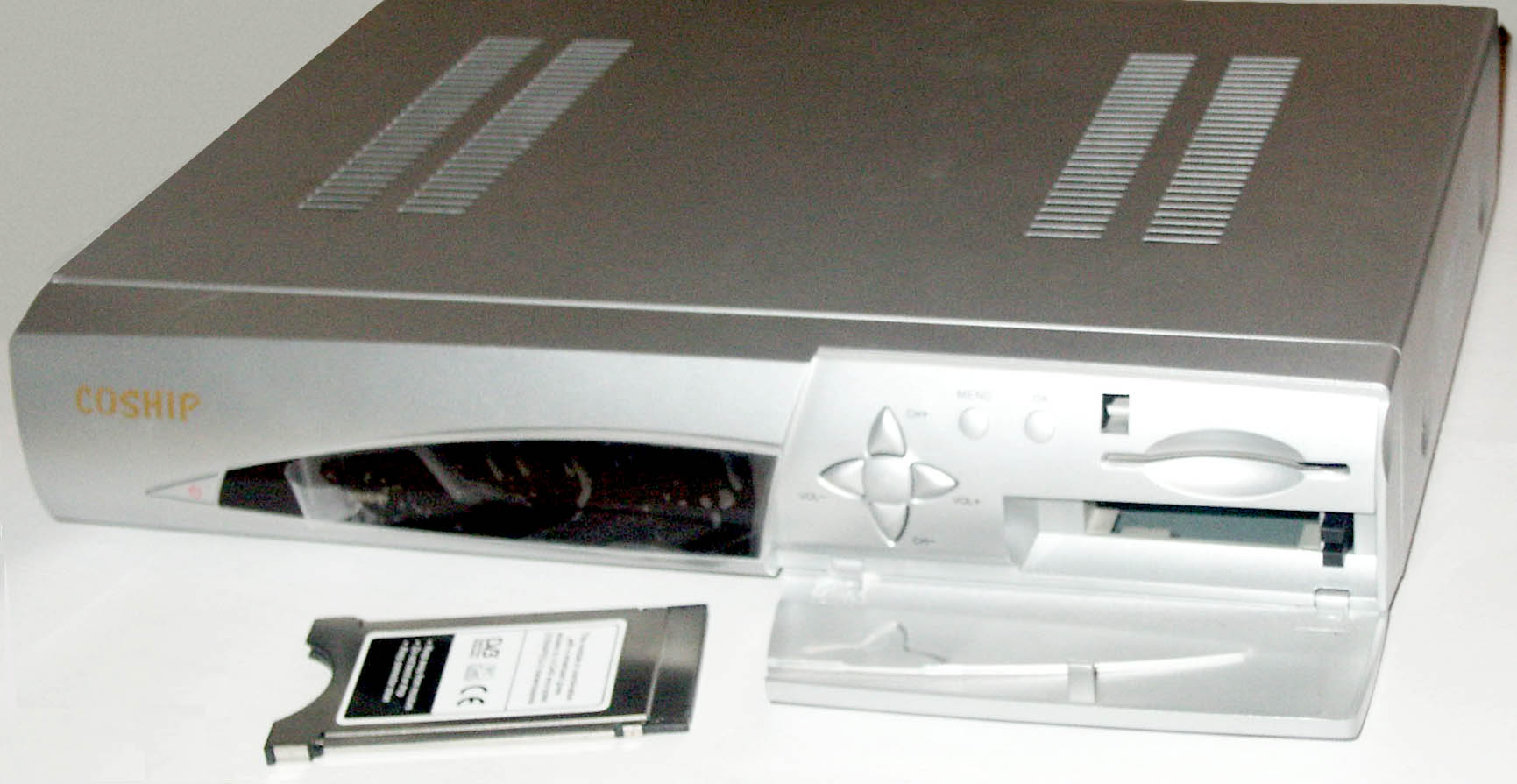
Set-top box e CAM Common Interface da inserire nell'apposito vano accessibile aprendo uno sportellino

Per superare tali limitazioni, negli anni novanta per la televisione digitale viene sviluppato il Common Interface e oggi che la televisione analogica è stata abbandonata normalmente la CAM è in standard Common Interface, quindi è un modulo removibile da inserire in apposito slot accessibile dall'esterno dell'apparecchio televisivo o, in caso di scheda TV, del computer. Utilizzando il Common Interface un apparecchio televisivo o una scheda TV è virtualmente compatibile con qualsiasi sistema di accesso condizionato esistente o futuro, è infatti sufficiente produrre la relativa CAM Common Interface. Lo è solo virtualmente perché il provider televisivo che utilizza un determinato sistema di accesso condizionato potrebbe anche impedire la produzione della relativa CAM Common Interface stipulando opportuni accordi con chi detiene i diritti legali sul sistema di accesso. In Italia è ad esempio il caso di SKY Italia. Tale provider televisivo impedisce infatti la produzione della CAM Common Interface per il sistema di acceso condizionato VideoGuard nella versione utilizzata per la piattaforma televisiva Sky disponibile via satellite.   
Esempi di sistemi di accesso condizionato per i quali oggi sono disponibili CAM Common Interface sono il Nagravision, il Viaccess, il Mediaguard, l'Irdeto, il KeyFly e il Conax. Attualmente molto diffuse sono anche le CAM Common Interface in grado di gestire più sistemi di accesso condizionato (CAM multicrypt).
Recentemente l'avvento della memoria flash ha permesso di superare anche il Common Interface. Utilizzando infatti memoria flash per il firmware dell'apparecchio televisivo esso è aggiornabile dall'utente in un secondo tempo in modo da renderlo in grado di decriptare qualunque sistema di accesso condizionato. L'unico limite al numero di sistemi di accesso condizionato implementabili è dato dalla quantità di memoria flash installata nell'apparecchio televisivo. I produttori comunque di norma tendono a stare abbondanti. Inoltre normalmente tale aggiornamento è effettuabile tramite la comodissima modalità OTA (sigla di over-the-air), cioè scaricando il nuovo firmware, in modo semplicissimo per l'utente (è sufficiente selezionare dal menu dell'OSD l'apposita voce), direttamente dai trasmettitori terrestri o satellitari da cui si ricevono i normali contenuti televisivi.  
Questa nuova possibilità offerta dalla memoria flash non ha comunque soppiantato il Common Interface in quanto per i produttori esso risulta più economico da implementare, parte dell'elettronica (la CAM Common Interface) rimane infatti a carico dell'utente (a volte comunque può capitare che la CAM Common Interface sia venduta in bundle con l'apparecchio televisivo). I migliori apparecchi televisivi hanno il firmware aggiornabile (in modalità OTA o altre modalità come ad esempio attraverso un computer collegato mediante RS-232), e con l'opportuno firmware sono in grado di decriptare qualunque sistema di accesso condizionato senza nessuna ulteriore spesa da parte dell'utente. Gli apparecchi televisivi più economici invece hanno il Common Interface il quale comporta l'acquisto di CAM Common Interface oltre la scomodità di doverle sostituire dagli slot nel caso se ne utilizzi un numero superiore a quello di slot presenti nell'apparecchio. Gli apparecchi televisivi più completi hanno sia il firmware aggiornabile dall'utente che il Common Interface. 
L'avvento della memoria flash ha permesso anche la nascita di CAM Common Interface con firmware residente su memoria flash, quindi aggiornabile in un secondo tempo dall'utente e in grado di decriptare virtualmente qualsiasi sistema di accesso condizionato. Tale possibilità attualmente è molto sfruttata per firmware multicrypt senza licenza delle aziende che sviluppano i sistemi di accesso condizionato, cioè per firmware illegali. Sono infatti disponibili sul mercato varie CAM Common Interface con firmware caricabile su memoria flash le quali vengono vendute senza firmware, CAM cosiddette programmabili su cui l'utente può caricare in memoria firmware illegali reperibili facilmente e gratuitamente su Internet. Per quanto riguarda le modalità di caricamento/aggiornamento del firmware per tali CAM Common Interface con firmware residente su memoria flash, per alcuni modelli (come ad esempio la MatrixCam) è sufficiente un computer con slot PC Card in cui inserire la CAM Common Interface (il Common Interface infatti è elettricamente e meccanicamente del tutto uguale al PC Card), altre (come ad esempio la DragonCam) richiedono invece appositi dispositivi.

## Mercato televisivo italiano

### Televisione digitale satellitare
Sky Italia per la propria piattaforma Sky utilizza il sistema di accesso condizionato VideoGuard sviluppato da NDS Group (società controllata dalla News Corporation, la stessa società che possiede Sky Italia) e, per una precisa politica aziendale di Sky Italia, non sono disponibili in commercio CAM Common Interface per decriptare SKY.
L'unico modo per vedere legalmente SKY è il set-top box fornito da Sky Italia o, in alternativa, il decoder XDome HD 1000 NC, prodotto dalla Comex, casa produttrice vincitrice di una causa contro SKY e che ha costretto quest'ultima a rilasciare la licenza NDS anche su apparecchi non proprietari. 
Sebbene nel primo caso Sky Italia fornisca il decoder tradizionale in comodato d'uso gratuito, ciò comporta l'utilizzo di un altro set-top box nel caso si debbano decriptare altri sistemi di accesso condizionato e il proprio televisore non implementi la ricezione digitale satellitare e lo standard Common Interface.
Tivùsat utilizza invece la codifica Nagravision Tiger.
La piattaforma è gestibile sia con decoder proprietari (TivùBox) in grado di ricevere anche i servizi interattivi, la Guida elettronica ai programmi (EPG) avanzata e il sistema di numerazione automatica LCN, sia con decoder o televisori con decoder satellitare common interface abbinati e certificati alla cam Tivùsat.

### Televisione digitale terrestre
Per la televisione digitale terrestre la situazione risulta nettamente migliore rispetto allo scenario satellitare, ma non esente da critiche.
Per tutti i servizi criptati, sono disponibili sia firmware con licenza per gli apparecchi televisivi che permettono l'aggiornamento del firmware (ad esempio i decoder MHP), sia moduli CAM (come ad esempio la SmarCAM Italia o la SamsungCAM) per gli apparecchi televisivi che implementano il Common Interface.
Pur tuttavia, il funzionamento delle suddette CAM è garantito esclusivamente sui televisori certificati con il bollino DGTVi e non consente la visione dei contenuti in alta definizione.
Per questi ultimi, è necessaria un modello differente di CAM, nonché un televisore certificato per l'utilizzo dello standard CI+, atto alla protezione dei contenuti televisivi.
Per quanto riguarda invece la recente piattaforma Europa7 HD la codifica utilizzata è il Conax (la stessa impiegata dalla piattaforma Conto TV su satellite e digitale terrestre), ma le emittenti risultano visibili solo con il decoder fornito dall'emittente a causa dell'utilizzo dello standard trasmissivo DVB-T2, non ancora presente sui comuni decoder in commercio.